# 1987 en architecture
| Années de l'architecture : 1984 - 1985 - 1986 - 1987 - 1988 - 1989 - 1990    |
| Décennies de l'architecture : 1950 - 1960 - 1970 - 1980 - 1990 - 2000 - 2010 |

Cet article présente les faits marquants de l'année 1987 en architecture.

## Réalisations

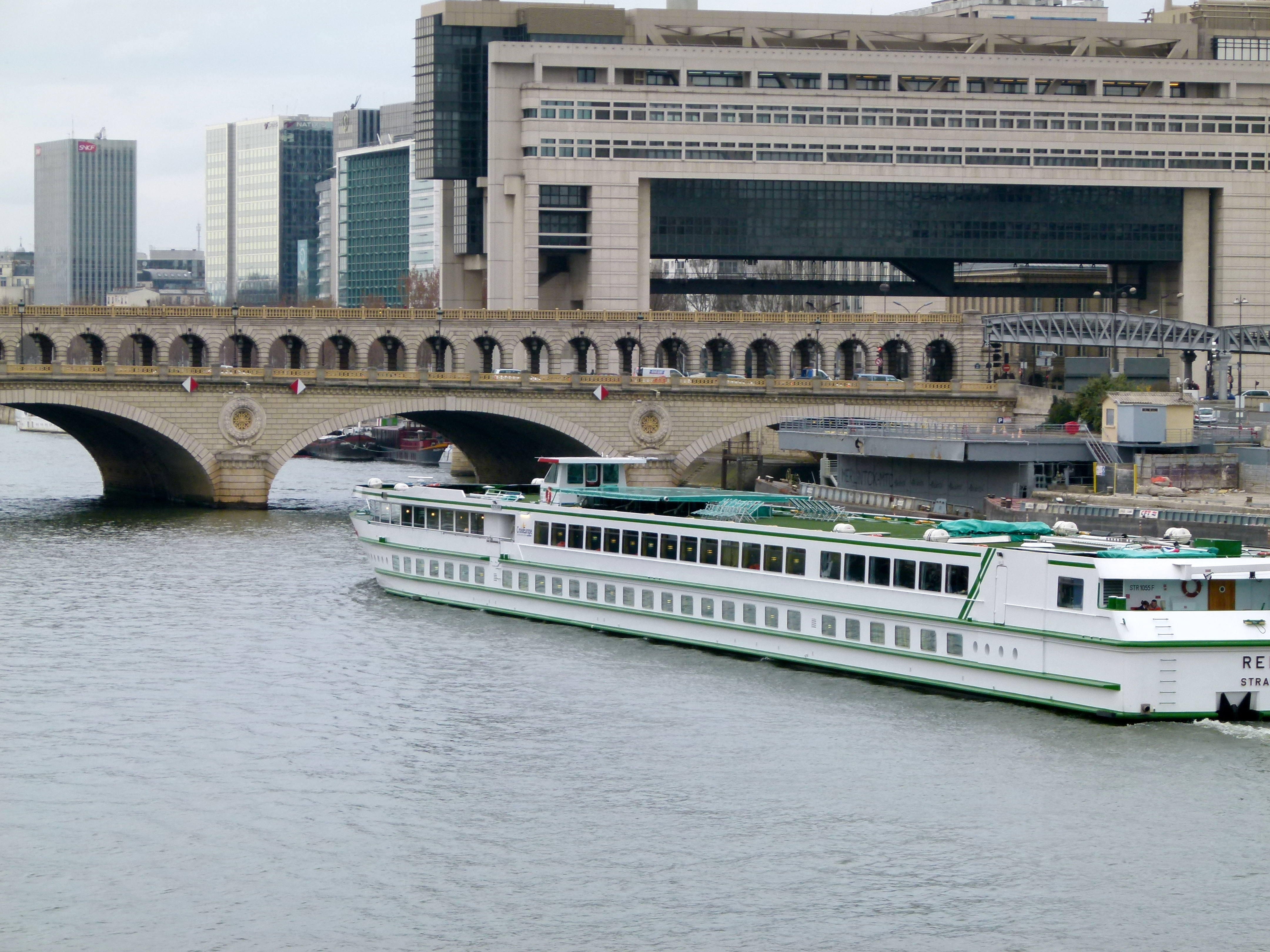
Ministère des finances sur le quai de Bercy à Paris (France), en 2011.

- Ricardo Bofill construit le chai du Château Lafite Rothschild à Pauillac.
- Jean Nouvel et Architecture Studio livrent l'Institut du monde arabe à Paris.
- Jean Nouvel construit le Nemausus 1 à Nîmes.
- Rénovation de la Gare de Paris-Montparnasse à Paris par Jean-Marie Duthilleul à l'occasion des nouvelles lignes de TGV.
- Première réalisation en France de Santiago Calatrava avec la passerelle Mataro à Créteil.
- Construction du ministère de l'Économie et des Finances à Paris par Paul Chemetov et Borja Huidobro[1].

## Récompenses
- Grand prix national de l'architecture : Jean Nouvel.
- Prix Pritzker : Kenzo Tange.
- Prix de l'Équerre d'argent : Jean Nouvel et Architecture Studio pour l'Institut du monde arabe.

## Naissances
- x

## Décès
- x